# Isaiah Johnson
Isaiah Johnson (Brooklyn, New York, Estados Unidos, 23 de octubre de 1993) es un jugador de baloncesto estadounidense que forma parte de la plantilla del Club Baloncesto Peñas Huesca de la Liga LEB Oro. Su estatura oficial es de 1,83 metros y juega en la posición de base.

## Trayectoria
En su etapa universitaria en NCAA II estuvo 2 años en la universidad de Young Harris y 2 años anteriores en Niagara County GG en la categoría JUCO, por debajo de las dos divisiones de NCAA, se destapó como un gran anotador, haciendo incluso el récord anotador en un partido en la historia de su universidad con 40 puntos, siendo el mejor curso el último de ellos, aunque en el primer año sería nominado como mejor novato, con unas medias en su segunda campaña de 17,4 puntos además de 3,6 asistencias, 5,1 rebotes y 3,2 robos de balón, segunda mejor marca media de robos del año de toda la NCAA II.
Pese a tener grandes actuaciones no le sirvieron para dar el salto al profesionalismo al principio del curso 2015/2016, teniendo que esperar hasta enero de 2016 para fichar por el CB Valls de primera nacional que se encontraba en una 12.ª posición que vieron muy mejorada con la llegada del base para acabar en el 4.º puesto de su grupo de primera nacional, convirtiéndose a su vez en el mejor jugador de la liga acabando con unos números en sus 17 partidos disputados de 15 puntos, 6,4 rebotes, 3 asistencias y 5 robos de balón por encuentro.
Disputó la temporada 2017-18 en las filas del Terceira Basket en la liga portuguesa, donde Isaiah promedió 17 puntos por partido, lo que llevó a ser uno de los jugadores más destacados de la liga de Portugal, con 2 MVP de la semana, uno de ellos con el mayor registro de toda la temporada en la liga, y el MVP del AllStar o partido de las estrellas al que fue convocado.
En julio de 2018, llega a España para reforzar al Levitec Huesca de la Liga LEB Oro, firmando un contrato para la temporada 2018-19.